# Carnaubal
Carnaubal är en kommun i Brasilien.   Den ligger i delstaten Ceará, i den östra delen av landet, 1 500 km nordost om huvudstaden Brasília. Antalet invånare är 16 746.
Omgivningarna runt Carnaubal är huvudsakligen savann. Runt Carnaubal är det ganska glesbefolkat, med 43 invånare per kvadratkilometer.